# 1651
Cette page concerne l'année 1651  du calendrier grégorien.
L'année 1651 est une année commune qui commence un dimanche.

## Événements
- 17 janvier : Jean de Lauzon est nommé gouverneur de la Nouvelle-France[1].
- 1er février : début du règne personnel de l'empereur de la dynastie Qing Shunzhi, âgé de 13 ans[2].
- Printemps : le Russe Yerofey Khabarov fonde le fort d'Albazin sur l'Amour[3].
- 8 juin : mort du shogun du Japon Iemitsu Tokugawa[4]. Son fils Ietsuna Tokugawa lui succède à l'âge de 10 ans (fin en 1680)[5].
- 26 juillet : les Iroquois attaquent l'Hôtel-Dieu de Jeanne Mance à Montréal[6].
- 7 septembre : début de la Conspiration des rōnin au Japon[7]. Ce sont des soldats qui se trouvent sans emploi, et qui tentent, faute de se faire entendre autrement, de tuer les hommes au pouvoir et de se substituer à eux dans toutes les grandes villes (notamment à Edo, Kyoto et Osaka). La manœuvre échoue, et le non emploi des rōnin se résoudra par le vieillissement puis la mort des hommes concernés. Le bakufu veille dès lors à éviter la création de rōnin par la suppression brusque et non compensée des charges officielles.

### Europe
- 13 avril : patente de l'empereur Ferdinand III qui renouvelle et étend les mesures contre les non-catholiques en Autriche et dans les pays tchèques[8].
- 28-30 juin : nouvelle défaite des Zaporogues à la bataille de Berestechko, en Ukraine[9].
- 10 juillet : victoire navale vénitienne sur les Ottomans dans les Cyclades à la bataille de Paros[10].
- 28 septembre :  Bogdan Khmelnitski signe le traité de Bielaïa-Tserkov avec la Pologne[9].

- Pologne : jacqueries en Galicie et dans la région de Cracovie[11].

#### France
- 30 janvier : la Fronde parlementaire se rapproche de la Fronde des princes[12].
- 31 janvier : Mazarin compare les frondeurs aux révolutionnaires anglais, à l'indignation de Gaston d'Orléans, lieutenant général du royaume qui la transmet au Parlement[13].
- 2 février : rupture officielle entre Mazarin et Gaston d'Orléans[12].

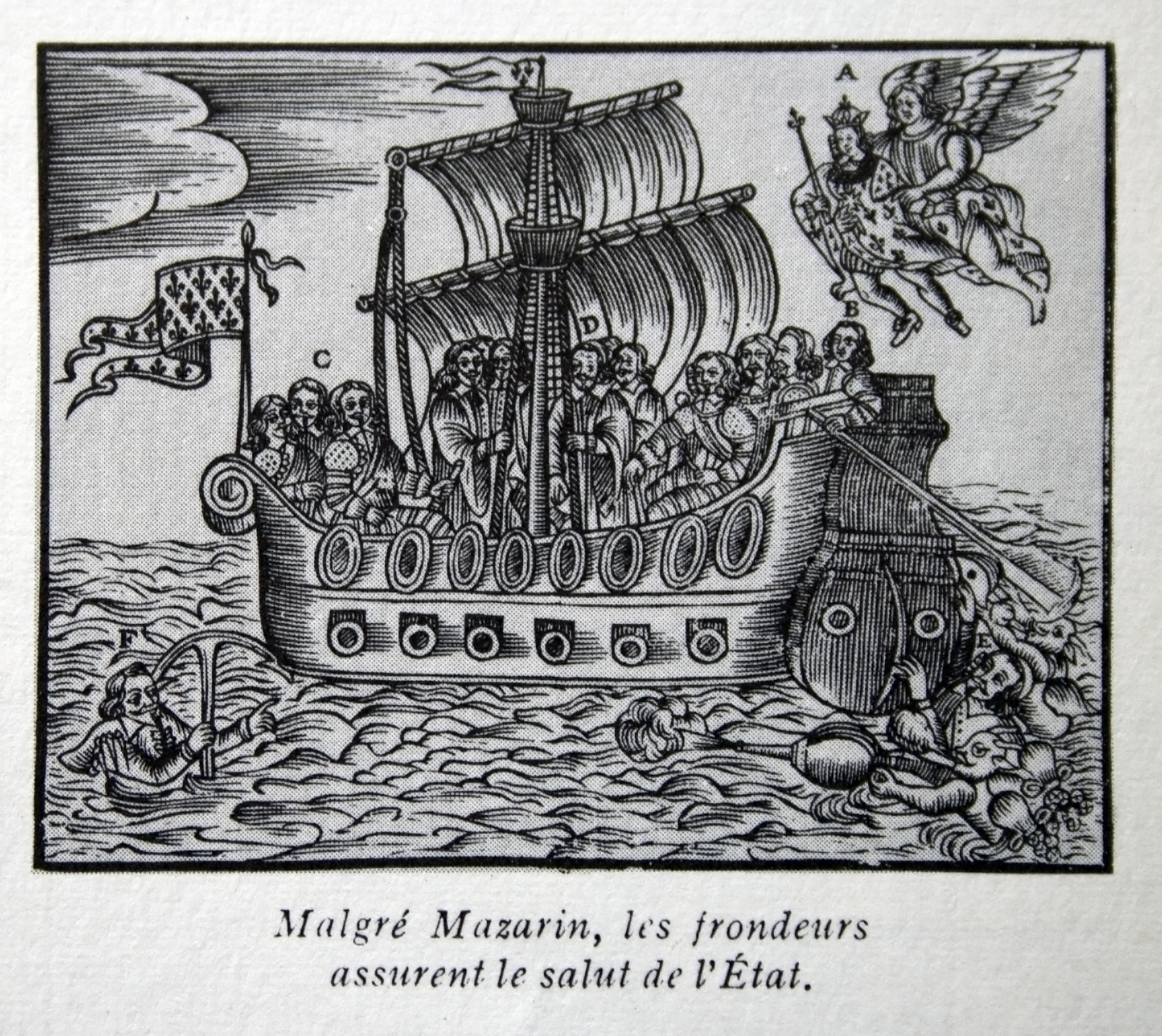
6 février - 24 décembre : exil de Mazarin.

- 6 février - 24 décembre : exil de Mazarin qui quitte Paris déguisé dans la nuit du 6-7 février[12].
- 6 février-25 mars : assemblée de la noblesse, qui produit un acte d'union et souhaite la réunion des États généraux, le respect du droit, et que soient prises en considération les élites provinciales, ce qui déplait au Parlement de Paris[12].

- 9 février : le Parlement demande l'exil de Mazarin. Sur le bruit que le roi va être emmené une seconde fois hors de Paris, les frondeurs font armer la milice bourgeoise et traitent pratiquement la reine et ses enfants en prisonniers. La foule envahit le Palais-Royal. Le peuple veut voir le jeune Louis XIV encore endormi[14].

- 13 février, Le Havre : Mazarin est contraint de libérer Condé, Conti et Longueville[14] et de se retirer à Brühl en Rhénanie où il est le 6 avril[12].
- 16 février : Les princes entrent triomphalement dans Paris[12]. Condé prend la tête de la Fronde.

- 6 mars : Turenne se réconcilie avec la Cour. Le roi lui pardonne[15].
- 25 mars : l'assemblée de la noblesse est dissoute sous la pression du Parlement, de Gaston d'Orléans et même Condé[12].
- 3 avril : Anne d'Autriche limoge Châteauneuf et donne les sceaux à Molé, royaliste et modéré ; remplacé le 13 avril par Pierre Séguier, il retrouve ce poste le 8 septembre et le conserve jusqu'à sa mort en 1656[16].
- 5 avril : rupture du projet de mariage entre Conti et Mlle de Chevreuse. Des rivalités apparaissent entre Condé et Gondi et entre nobles et parlementaires[17].

- 31 mai : Gondi se rapproche de la régente[18] puis manque d'être assassiné (dit-il) lors d'une altercation avec La Rochefoucauld (21 août)[19].
- 18 août : émeute à Chartres. [32]

- 6 septembre : Condé doit quitter Paris pour la Normandie. Il rejoint les Bordelais de l'Ormée et s'allie aux Espagnols (6 novembre). Il ouvre les hostilités en Saintonge (8 octobre)[17]. L'armée royale lève le siège de Cognac et prend La Rochelle (27 novembre). Condé recule au-delà de la Charente puis de la Dordogne[20].
- 7 septembre : Louis XIV (13 ans) est déclaré majeur par le Parlement de Paris, ce qui ferme la voie à la convocation des États généraux et termine la régence[17].

- 6 décembre : émeutes à Paris[21].
- 12 décembre : le roi rappelle Mazarin[22] qui arrive à Sedan avec une petite armée (24 décembre)[23]. Le Parlement met sa tête à prix (29 décembre[17]).

#### Îles britanniques
- 1er janvier : Charles II, fils de Charles Ier d'Angleterre est couronné roi d'Écosse à Scone par les Écossais covenantaires[24]. Il tente d'envahir l'Angleterre.
- 10 mars : arrivée d'une ambassade du Commonwealth à La Haye. Au nom de la solidarité protestante, Oliver Cromwell propose une confédération des Provinces-Unies et de l'Angleterre dans le Commonwealth (10 mai). Les Hollandais refusent[25].
- 20 juillet : bataille d'Inverkeithing[26]. Cromwell contraint les Écossais à s'unir au Commonwealth.
- Août : début du siège de Galway, en Irlande[27].
- 25 août : défaite royaliste à la bataille de Wigan Lane[28].

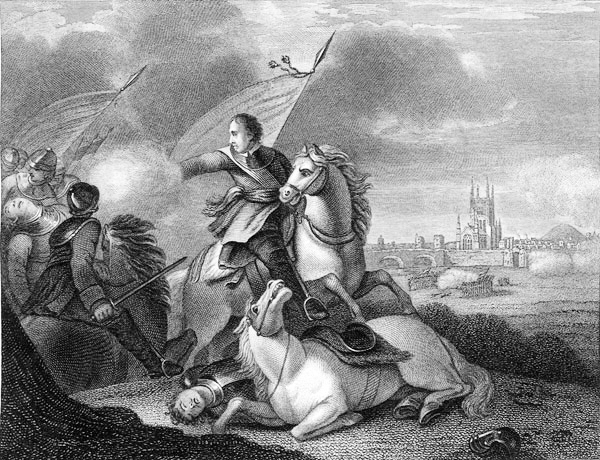
3 septembre : Cromwell à la bataille de Worcester

- 3 septembre : bataille de Worcester, dernière bataille majeure de la guerre anglo-écossaise, au cours de laquelle les troupes de Cromwell infligent une défaite à Charles II, qui s'exile en France[29].

- 9 octobre : « Navigation act » ; acte de navigation britannique destiné à limiter la puissance commerciale des Provinces-Unies[25]. Les marchandises importées en Angleterre doivent l'être soit par un navire anglais, soit par le pays importateur. Cet acte est à l'origine de la première guerre navale anglo-hollandaise (fin en 1654).
- 18 octobre : l'expédition de la Barbade arrive devant l'île s'empare de bateaux hollandais qui l'approvisionnent[30].

## Naissances en 1651
- 8 mars : Jacob Wilhelm Imhof, généalogiste allemand († 20 décembre 1728).

- 10 avril : Ehrenfried Walther von Tschirnhaus, mathématicien et physicien allemand († 11 octobre 1708).

- 27 mai : Louis Antoine de Noailles, cardinal français, archevêque de Paris († 4 mai 1729).

- 6 août :
  - Fénelon (François de Pons de Salignac de La Mothe-Fénelon), homme d'église et écrivain français, archevêque de Cambrai († 7 janvier 1715).
  - Carl Gustav Rehnskiöld, maréchal suédois († 29 janvier 1722).

- 29 octobre : Samuel Bernard, financier français († 18 janvier 1739).

- 17 décembre : François Puget, peintre français († 6 octobre 1707).

- Date précise inconnue :
  - Niccolò Bambini, peintre baroque italien († 1736).
  - Cristóbal Hernández de Quintana, peintre baroque espagnol († 1725).

## Décès en 1651
- 7 janvier : André Rivet, pasteur protestant, théologien et écrivain calviniste français (° 2 juillet 1572).
- 17 janvier : Johannes Hieronymus Kapsberger, interprète virtuose et compositeur germano-italien pour le luth et le chitarrone (° vers 1580).
- 27 janvier :
  - Abraham Bloemaert, peintre et graveur néerlandais (° 25 décembre 1564).
  - Tommaso Stigliani, poète et écrivain italien (° 28 juin 1573).
- 12 février : Théodore Diodati, médecin suisse (° 23 août 1573).
- 14 février : Jean Roberti, prêtre jésuite, théologien, controversiste et hagiographe des Pays-Bas espagnols (° 4 août 1569).
- 14 mars : René de Rieux, évêque de Léon, premier abbé commendataire de Daoulas de 1600 à 1651 (° 14 mars 1551).
- 18 mars : Gerard Seghers, peintre flamand (° 17 mars 1591).
- 20 mars : Antoine Garissoles, théologien réformé (né à Montauban en 1587)[31].
- 8 avril : Léonor d'Estampes ou d'Étampes de Valencay,évêque de Chartres, puis archevêque-duc de Reims, abbé de Bourgueil et de Saint-Martin de Pontoise (° 6 février 1589).
- 21 avril : Jean d'Artis, jurisconsulte français (° 1572).
- 26 avril : Floris Claesz van Dijck, peintre néerlandais (° 1575).
- 4 mai : Mizuno Katsushige, samouraï et daimyo de la fin de l'époque Sengoku et du début de l'époque d'Edo de l'histoire du Japon (° 30 septembre 1564).
- 5 mai : François de Kinschot, juriste et administrateur des Pays-Bas méridionaux (° 1er mai 1577).
- 17 mai : Friedrich Brentel, graveur et peintre miniaturiste allemand (° 1580).
- 28 mai : Jean de Plantavit de La Pause, évêque français (° 1579).
- 14 juillet : René de Voyer d'Argenson, diplomate français devenu prêtre (° 21 novembre 1596).
- 17 juillet : Guillaume Biener, avocat et chancelier du Tyrol (° 1590).
- 30 juillet : Henri-Louis Chasteigner de La Roche-Posay, évêque de Poitiers (° 6 septembre 1577).
- 15 août : Engelbert des Bois, ecclésiastique, évêque de Namur (° 9 juillet 1578).
- 16 août : Leonardo Della Torre, 100e doge de Gênes  (° 1570).
- 8 septembre : Rocco Pirri, ecclésiastique et historien du royaume de Sicile (° 1577).
- 2 septembre : Kösem, Sultane validé et Régente de l'Empire ottoman (° 1590).
- 5 septembre : Jean Hoeufft, banquier, financier et marchand d'arme français (° 1578).
- 24 septembre : Étienne Pascal, gentilhomme français (° 2 mai 1588).
- 27 septembre : Maximilien Ier, prince de la maison de Wittelsbach, duc de Bavière et prince-électeur du Saint-Empire romain (° 17 avril 1573).
- 7 octobre : Jacques Sirmond, prêtre jésuite, historien et patrologue français (° 12 octobre 1559).
- 10 novembre : Pedro Hurtado de Mendoza, philosophe et théologien jésuite espagnol (° 1578).
- 12 novembre : Terenzio Alciati, prêtre jésuite italien, théologien et historien du concile de Trente (° novembre 1570).
- 11 décembre : Ennemond Gaultier, luthiste et compositeur français (° 1575).
- 15 décembre : Virginie Centurione Bracelli, sainte catholique italienne, fondatrice de deux congrégations religieuses (° 2 avril 1587).
- Date précise inconnue :
  - Jean de Beins, ingénieur et géographe militaire français (° 1577).
  - Jean Blanchard, magistrat et homme politique français (° 1575).
  - Giovanni Domenico Cappellino, peintre italien de l'école génoise (° 1580).
  - Patrick Copland, philanthrope écossais (° 1572).
  - Daniel Farrant, compositeur, joueur de viole de gambe et luthier anglais (° 1575).
  - Joris van Schooten, peintre néerlandais (° 1587).
  - Shabdrung Ngawang Namgyal, fondateur du Bhoutan (° 1594).
  - Henri de Vicq, seigneur de Meulevelt, ambassadeur à Paris puis Président du Grand Conseil de Malines (° 1573).
  - Tang Zhiqi, peintre chinois (° 1579).